# Leverage (Band)
Leverage ist eine finnische Heavy-Metal/Hard-Rock-Band, die aus der Gegend von Jyväskylä stammt. Ihr Stil erinnert an Rainbow und Stratovarius, sie selbst bezeichnen ihn als Heavy Metal.
Die Band wurde 2002 von Pekka Heino, Tuoppi Heikkinen und Torsti Spoof gegründet. Gemeinsam fingen sie an, an Liedern zu arbeiten. 2006 veröffentlichten sie ihr Debütalbum Tides, das vom Metal der 1980er-Jahre beeinflusst ist.

## Diskografie

### Alben
- 2006: Tides
- 2008: Blind Fire
- 2009: Circus Colossus
- 2019: Determinus
- 2021: Above the Beyond
- 2025: Gravity

### EPs
- 2007: Follow Down That River